# باك سويني
باك سويني (بالإنجليزية: Buck Sweeney)‏ هو لاعب كرة قاعدة أمريكي، ولد في 15 أبريل 1890 في بيتسبرغ في الولايات المتحدة، وتوفي بنفس المكان في 13 مارس 1955.

## وصلات خارجية
- باك سويني على موقعبيزبول رفرنس.كوم (الدوري الرئيسي) (الإنجليزية)